# Kaushiki
U hinduističkoj mitologiji, Kaushiki je božica osvete i pobjede, povezana s Durgom i Parvati. Ona je inkarnacija vrhovne božice Šakti, zamišljena kao lijepa žena tamnije puti, koja pobjeđuje asure („demoni”). Njezina je kći, prema tekstu Devi Mahatmya, božica Chamunda.

## Mitologija
Prema svetom tekstu Matsya Purana, Kaushiki je rođena iz kože božice Parvati, dok je ova meditirala. Ubrzo nakon rođenja, Kaushiki je pobijedila asure Sumbhu i Nisumbhu, što je spomenuto i u tekstu Shiva Purana. U tekstu Markandeya Purana se također spominje da je Kaushiki kći Parvati te da se borila s asurama.